# No dig

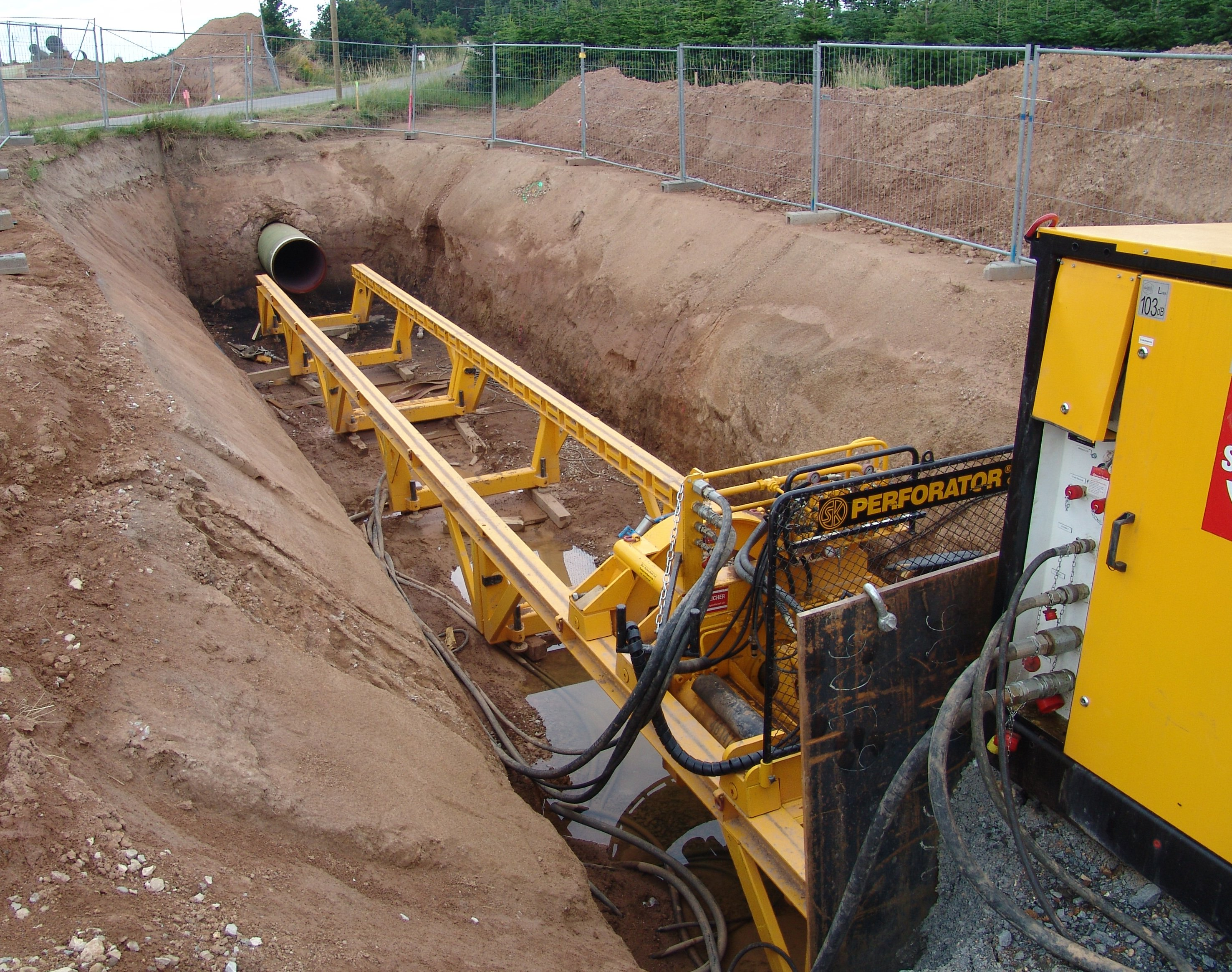
Esempio di tecnologia no dig per la posa di tubazioni

Le tecnologie no-dig (dall'inglese no-digging ovvero "senza scavo") o trenchless ("senza trincee") permettono la posa in opera di tubazioni e cavi interrati o il recupero funzionale (parziale, totale, o la sostituzione) di condotte interrate esistenti senza ricorrere agli scavi a cielo aperto (open trench/oper cut), evitando la manomissione del manto superficie (di strade, ferrovie, aeroporti, boschi, fiumi e canali, aree ad alto valore ambientale, aree ad elevato interesse archeologico, aree fortemente antropizzate, contesti urbani, ecc.) eliminando così pesanti e negativi impatti sull'ambiente sia naturale che costruito dall'uomo, sul paesaggio, sulle strutture superficiali e sulle infrastrutture di trasporto.
La tecnologia No-Dig trova inoltre applicazione, ormai da decenni, anche nel risanamento non distruttivo delle tubazioni di scarico verticali ed orizzontali interne agli edifici (colonne di scarico di acque pluviali e di acque nere) e delle tubazioni non a vista delle piscine.

## Applicazioni
I principali settori in cui le tecnologie no-dig trovano applicazione sono:
- Il monitoraggio e il controllo di servizi e/o di reti interrate;
- le nuove installazioni di servizi interrati (reti di trasporto e distribuzione del gas e degli oli combustibili, acquedotti, fognature, reti di telecomunicazione, reti di distribuzione dell'energia elettrica, ecc.);
- la sostituzione o manutenzione di condotte o cavidotti interrati;
- il risanamento delle condotte di scarico verticali ed orizzontali non a vista all'interno degli edifici
- la difesa ambientale attraverso la bonifica di siti inquinati (discariche, siti soggetti ad inquinamento da percolati, ecc.) e l'isolamento di siti potenzialmente inquinati (impianti e depositi industriali, aree di stoccaggio di sostanze inquinanti, discariche, ecc.);
- la difesa del suolo (stabilizzazione di pendii in frana, consolidamenti localizzati del sottosuolo, ecc.).
- la difesa di aree potenzialmente archeologiche da salvaguardare;
- la realizzazione di cunicoli di aerazione per opere realizzate in sotterraneo (gallerie, impianti, ecc.)

## Tecnologie - Metodologie No-Dig
In relazione all'installazione, sostituzione o manutenzione di condotte interrate le principali tecnologie no-dig, sulla base della prassi ormai in uso, sono suddivisibili nelle seguenti categorie.

### Monitoraggi e indagini conoscitive
- Georadar (Ground Penetrating Radar - GPR): è una tecnologia che consente di rilevare con precisione la presenza e l’ubicazione planimetrica e altimetrica di servizi interrati. Può essere utilizzato sia in aree urbane che extraurbane.
- Telecamere (sistemi CCTV): consentono l’ispezione interna visiva di condotte, anche non accessibili, al fine di verificarne lo stato e progettare gli eventuali interventi di risanamento, compresa l’eventuale sostituzione.
- Cercatubi (cercametalli, detector magnetici, ecc.): consentono l’individuazione dalla superficie, di masse metalliche nel sottosuolo, con l’ausilio di campi magnetici indotti. Di norma l’indicazione di profondità è approssimativa.
- Ispezioni con "Pig intelligenti": consentono l’ispezione interna di tubazioni in acciaio di medio grande diametro, con un accurato rilievo geometrico e funzionale delle condotte e della loro integrità (analisi di spessore, analisi metallurgiche, presenza di deformazioni, cricche, situazione del rivestimento, ecc.). Tali controlli sono puntuali e consentono interventi di ripristino e/o riparazione/sostituzione mirati.

### Perforazioni guidate (con controllo direzionale)
Sono tecnologie che vengono utilizzate principalmente per nuove installazioni.
- Perforazione orizzontale controllata TOC (in inglese directional drilling): tecnica di perforazione con controllo attivo della traiettoria che consente la posa in opera lungo il profilo di perforazione di tubazioni in acciaio, in ghisa sferoidale e in Pead, di diametro compreso fra i 40 mm e i 1600 mm. Questa metodologia è applicata principalmente per il superamento di corsi d’acqua, salti morfologici e infrastrutture in genere;
- no-dig leggero consiste nella posa di un monotubo con diametro inferiore a 50 mm, contenente 4/6 minitubi di 10/12 mm con protezione antiroditore, senza eseguire scavi lungo il tratto da realizzare, aprendo solamente 2 buche a inizio e fine tratta che fanno passare i cavidotti su infrastrutture preesistenti. I cavi e le polifore saranno di norma collocati il più lontano possibile dalla carreggiata bitumata e comunque in marciapiede, banchina o nel fosso di scolo delle acque.
- pipe-jacking o spingi tubo: sono tecniche di installazione in cui la condotta viene installata per spinta nel terreno, al seguito di uno scudo di escavazione a fronte aperto o chiuso e nelle quali il materiale scavato (smarino) viene portato fuori dal foro con un sistema meccanico (es. auger boring, oppure estrazione a coclea) o idraulico. Di norma sono conosciute con il nome specifico assegnato ad ogni singola tecnologia che possono essere sia con controllo direzionale che senza.
- microtunneling o guided auger boring: Consiste nella perforazione guidata di minigalleria/tunnel mediante teste fresanti (TBM) ad avanzamento per mezzo di una stazione o gruppo di spinta esterna. Il materiale scavato (smarino) viene portato fuori dal foro con un circuito idraulico. Il rivestimento del tunnel (in genere tubi: conci in c.a. o gres; barre in acciaio o in ghisa sferoidale) viene implementato in sito man mano che lo scudo avanza nel sottosuolo. Il tunnel viene generalmente utilizzato come cunicolo di servizio per la posa di tubazioni e/o cavi. Questa metodologia è applicata principalmente per il superamento di corsi d’acqua, salti morfologici, aree protette, e infrastrutture in genere.
- Minitunnel con fresa meccanica (micro TBM) o tunnel lining: Consiste nella perforazione di minigallerie mediante teste fresanti (scudi) ad avanzamento autonomo (senza gruppo di spinta esterno) con il rivestimento realizzato in sito (conci realizzati in settori circolari in c.a.) man mano che lo scudo avanza. il materiale scavato (smarino) viene portato fuori dal foro con un sistema meccanico (es. carrelli, nastri trasportatori, auger boring, oppure estrazione a coclea) o idraulico. In casi particolari anche il sistema “microtunnelling”, se opportunamente predisposto, può essere reso ad avanzamento autonomo (tunnel lining).
- TBM (tunnel boring machine): È la tecnologia dalla quale è nata quella del microtunnelling. Con l’impiego di frese rotanti a piena sezione, scudate o non scudate, consente di realizzare tunnel di grande diametro (maggiore di 2,5 m, fino ad oltre 12 m di diametro). Se necessario il tunnel può essere rivestito in fase di avanzamento o, successivamente alla sua realizzazione.
- Rod pushers: Consiste in una perforazione orizzontale guidata, esclusivamente a secco, per l’esecuzione di perforazione di piccolo diametro (50/160 mm). Necessita di aree di cantiere estremamente ridotte.
- Direct Pipe con l’ausilio del Pipe Thruster: consiste nella posa della condotta di linea (o del casing), in acciaio, contemporaneamente alla fase di scavo del tunnel, ponendosi fra il microtunnelling (MT)  e la Perforazione Orizzontale Controllata. Questa metodologia viene utilizzata in alternativa al microtunnelling o alla T.O.C.)
- T.Toc (Thruster T.O.C.): consiste nella realizzazione del foro pilota  e il suo allargamento con la metodologia della T.O.C.; la posa della condotta viene effettuata con l’ausilio del Pipe thruster per spingere la condotta. Questa metodologia viene utilizzata come supporto tecnico della T.O.C., in presenza di perforazioni difficili e importanti (per diametro condotta da posare, lunghezza perforazione e dislivello fra i punti di inizio e fine perforazione.

### Perforazioni non guidate (senza il controllo direzionale)
Anche queste sono tecnologie che vengono utilizzate principalmente per nuove installazioni. 
- Spingi tubo o auger boring): Consiste in una perforazione orizzontale non guidata nel sottosuolo con avanzamento del rivestimento (in genere condotte in acciaio) in contemporanea all’avanzamento, con gruppo di spinta esterno; generalmente senza testa fresante e con smarino a coclea. Questa tecnologia è applicata prevalentemente nell'attraversamento di corpi stradali o ferroviari, così come per l'attraversamento di piste aeroportuali, o di punti particolari del tracciato.
- Raise boring (o raise borer): consiste nella realizzazione di pozzi verticali o molto inclinati da utilizzare come cunicoli di servizio. Spesso è presente una galleria o tunnel di base che collega l’esterno con la base del pozzo. Questa metodologia è impiegata principalmente per superare salti morfologici importanti in roccia autoportante.
- pipe ramming: tecnologia destinata alla posa di condotte in acciaio basata sull'impiego di speciali percussori pneumatici o idraulici (battipali) in grado di spingere le tubazioni in acciaio attraverso il terreno, con produttività significativamente maggiore di quella associata al tradizionale spingitubo. Questa tecnologia consente la posa secondo traiettorie strettamente rettilinee e con lunghezze operative modeste (non superiori ai 60 m di lunghezza). Questa tecnologia è applicata prevalentemente nell'attraversamento di corpi stradali o ferroviari, così come per l'attraversamento di piste aeroportuali, o di punti particolari del tracciato.
- Talpa a Percussione (a dislocamento): Consiste in una talpa o siluro per la posa di condotte di piccolo diametro (massimo 180 mm di diametro) e modeste lunghezze (15-20 m massimo). La talpa avanza a percussione con compattazione del terreno circostante. La condotta può essere posata contemporaneamente all’avanzamento o in fase successiva.

### Risanamento di tubazioni e infrastrutture esistenti:per la sostituzione di condotte esistenti (relining sostitutivo)
- - il pipe bursting: tecnologia che prevede la demolizione dell'esistente condotta in materiale fragile (ghisa grigia, gres, ecc.) e il contemporaneo inserimento di una nuova condotta anche di diametro superiore a quella demolita;
  - il pipe splitting: identico alla tecnologia precedente da idonea a sostituire tubazioni in materiale duttile (acciaio, ghisa sfeoridale, ecc.);

- per il risanamento manutentivo di condotte esistenti (relining riabilitativo):
  - lo spray lining: tecnologia che si basa sull'impiego di opportune miscele (a base di cemento o di resine termoindurenti) che vengono spruzzate, con appositi applicatori, sulle pareti della condotta da rinnovare, ristabilendo accettabili valori di impermeabilità e scabrezza superficiale:
    - il Cement Mortar Lining o CML o cementazione: consente di rivestire internamente una condotta esistente con una apposita miscela cementizia, consentendone l’allungamento della vita utile per un lungo periodo.
    - pipe coating epoxy spray lining: consente di rivestire internamente tubazioni con un film di resine epossidiche spruzzate da appositi robot. Per grandi diametri vengono utilizzate attrezzature meccaniche dotate di spruzzatori mentre per quelle di piccolo diametro vengono usati appositi pigs che percorrendo la condotta rilasciano sulla superficie interna uno strato di vernice. In questo caso per raggiungere lo spessore desiderato il passaggio deve essere ripetuto più volte;

- per il risanamento completo di condotte esistenti (relining riabilitativo):
  - tecnologie che prevedono l'inserimento all'interno della condotta di una guaina impermeabile:
    - il Cured In Place Pipe o CIPP : tecnologia che prevede l'inserimento di una guaina in feltro o feltro tessile impregnata con una idonea resina termoindurente e con uno strato esterno in materiale plastico idoneo al contatto con il fluido convogliato nella tubazione da risanare.

  - tecnologie (Compact Pipe/U-Liner) che prevedono l'inserimento all'interno della condotta esistente di una nuova condotta:
    - il close fit lining: consiste nell'inserimento nella condotta da risanare di un tubo, di regola plastico, di diametro superiore ma oggetto di una deformazione preventiva atta a ridurne il diametro. Una volta inserita la tubazione le dimensioni originali vengono ristabilite mediante aria/acqua i pressione facendo aderire il nuovo tubo alla superficie interna di quello ospite.
    - il loose fit lining (lo spliplining): consiste nell'inserimento nella condotta da risanare di un tubo, di norma in materiale plastico (pead) di diametro leggermente inferiore il quale pertanto non aderisce alla superficie interna del tubo ospite.
    - lo spiral lining: tecnologia che prevede l'inserimento di una nuova condotta entro una preesistente da rinnovare. Al contrario delle tecnologie fit lining la nuova condotta viene formata durante l'inserimento in quella preesistente, partendo da uno speciale coil (lamiera) di materiale plastico o metallico che viene avvolto su se stesso a spirale.

- per il risanamento No-Dig dei verticali degli edifici:

Consente di realizzare interventi di risanamento delle tubazioni esistenti all’interno di edifici civili e industriali. Tali interventi consistono in:
- - Guaine: da inserire all’interno delle tubazioni esistenti a mezzo di spinta pneumatica, per garantire l’aderenza perfetta all’esistente, e successiva polimerizzazione delle resine impiegate.
  - Spruzzatura: all’interno delle tubazioni esistenti vengono spruzzate resine in poliestere rinforzate con fibra di vetro, per mezzo di apposite sonde; successiva polimerizzazione delle resine impiegate.

### Tecnologie associate
- Minitrincea: Consiste nella posa di condotte o cavi di modeste dimensioni per mezzo di uno scavo (o fresatura) di modeste dimensioni (massimo 15 cm di larghezza per 40 cm di profondità).  Si impiega esclusivamente su tracciati ubicati in sede stradale (asfaltate o cementate), con un disturbo minimo della stessa.
- Microtrincea: Tecnologia analoga alla precedente con dimensioni di scavo estremamente ridotte. Consiste nella posa di cavi per mezzo di un micro scavo (o fresatura) di dimensioni massime 1,6 cm di larghezza per 15 cm di profondità.  Si impiega esclusivamente su tracciati ubicati in sede stradale (asfaltate o cementate), con un disturbo minimo della stessa, in ambito urbano.
- Posa in fogna: La tecnologia consente di utilizzare condotte fognarie esistenti per la posa di cavi elettrici o di telecomunicazioni. Ove i condotti non fossero percorribili è previsto l’impiego di robot.